# Стефан Николов (генерал-майор)
Вижте пояснителната страница за други личности с името Стефан Николов.
Стефан Николов Николов е български офицер, генерал-майор от кавалерията, участник в Сръбско-българската (1885), Балканската (1912 – 1913) и Междусъюзническата война (1913), заместник-инспектор на кавалерията през Първата световна война (1915 – 1918).

## Биография
Стефан Николов е роден на 16 декември 1865 г. в Чирпан. Постъпва във Военното на Негово Княжеско Височество училище, завършва на 7 ноември 1885 г.м като е произведен в чин подпоручик и взема участие в Сръбско-българската война (1885). През 1886 г. е награден с Кръст „За участие в Сръбско-българската война 1885“ и на 7 ноември 1890 г. е произведен в чин поручик. На 2 август 1895 г. е произведен в чин ротмистър, през 1904 в чин майор, а 15 октомври 1908 г. г. в чин подполковник.
Подполковник Николов взема участие в Балканската (1912 – 1913) и Междусъюзническата война (1913), като на 15 октомври 1912 г. е произведен в чин полковник. По време на Първата световна война (1915 – 1918) полковник Николов е заместник-инспектор на кавалерията, на която служба „за отличия и заслуги през войната
“ съгласно заповед № 463 от 1921 г. по Министерството на войната е награден с Народен орден „За военна заслуга“ III степен без военно отличие. На 31 декември 1918 г. е произведен в чин генерал-майор и уволнен от служба.
По време на военната си кариера служи в Лейбгвардейския конен ескадрон, 7-и конен полк и като заместник-инспектор на конницата.

## Военни звания
- Подпоручик (7 ноември 1887)
- Поручик (7 ноември 1890)
- Капитан (1895)
- Майор (1904)
- Подполковник (1909)
- Полковник (15 октомври 1913)
- Генерал-майор (31 декември 1918)

## Награди
- Кръст „За участие в Сръбско-българската война 1885“ (1886)
- Медал „За сватбата на Княз Фердинанд I и Мария-Луиза“ (1893)
- Народен орден „За военна заслуга“ III степен без военно отличие (1921)
- Орден „За заслуга“